# 5514 Karelraška
(5514) Karelraška, denumire internațională (5514) Karelraska, este un asteroid din centura principală de asteroizi.

## Descriere
5514 Karelraška este un asteroid din centura principală de asteroizi. A fost descoperit pe 29 ianuarie 1989 la Observatorul Kleť de Zdeňka Vávrová. Asteroidul prezintă o orbită caracterizată de o semiaxă mare de 2,56 ua, o excentricitate de 0,18 și o înclinație de 6,5° în raport cu ecliptica.